# Caetano Xavier de Almeida da Câmara Manoel
Caetano Xavier de Almeida da Câmara Manoel (Rio de Janeiro, São José, 21 de Dezembro de 1835 - Évora, Sé, 8 de Janeiro de 1910) foi um político português.

## Família
Filho de Joaquim José de Almeida da Câmara Manoel (Lisboa, Anjos, 29 de Agosto de 1805 - 12 de Fevereiro de 1892), Capitão de Fragata no Brasil, e de sua mulher (Rio de Janeiro, São José, 26 de Fevereiro de 1835) Rosa Maria de Sampaio (Rio de Janeiro, São José, 15 de Outubro de 1820 - Lisboa, 26 de Fevereiro de 1896).

## Biografia
Bacharel em Matemática e Engenharia Civil pela Universidade de Gaen, foi Deputado e Político.

## Casamento e descendência
Casou em Évora, Sé, a 19 de Junho de 1870 com Francisca Emília de Calça e Pina (Évora, Sé, 7 de Dezembro de 1843 - Évora, Sé, 4 de Março de 1923), filha de Joaquim Máximo de Calça e Pina (Lisboa, Encarnação, 1812? - Évora, Sé, 1 de Fevereiro de 1887), Provedor da Santa Casa da Misericórdia de Évora, Diretor do Círculo Eborense, e de sua mulher e prima-irmã Mariana Emília da Fonseca de Calça e Pina Barreiros Godinho (Avis, Avis, 22 de Dezembro de 1814 - Évora, Sé, 24 de Novembro de 1865), com geração. Foram pais de José Eduardo de Calça e Pina da Câmara Manoel.